# 비세냐
비세냐(이탈리아어: Bisegna)는 이탈리아 아브루초주 라퀼라도에 있는 코무네이다.